# Expédition Drake-Norreys
Guerre anglo-espagnole (1585-1604)
Batailles
- San Juan de Ulúa
- Saint-Domingue
- Carthagène des Indes (en)
- Saint-Augustine
- Puerto Caballos (1er) (en)
- San Mateo (en)
- Guadeloupe (en)
- San Juan (1re) (en)
- Pinos (en)
- San Juan (2e) (en)
- Portobello (en)
- Puerto Caballos (2e) (en)

Açores et îles Canaries :
- Bataille des Açores
- Île Terceira
- Flores
- Las Palmas (en)
- Ferrol - Açores (en)

Eaux européennes :
- Cadix (1er)
- Calais - Gravelines
- La Corogne - Lisbonne
- Détroit de Gibraltar (1er) (en)
- Détroit de Gibraltar (2e) (en)
- Berlengas (en)
- Golfe d'Almería (en)
- Golfe de Gascogne (en)
- Cornouailles
- Cadix (2e)
- Sesimbra (en)
- Dover Strait (en)
- Golfe de Cadix (en)

Allemagne et Pays-Bas :
- Mons
- Goes
- Haarlem
- Schoonhoven (en)
- Gembloux
- Rijmenam
- Noordhorn
- Eindhoven (en)
- Arnhem (en)
- Zutphen
- L'Écluse (en)
- Berg-op-Zoom
- Rheinberg (en)
- Breda
- Deventer
- Groenlo (1er)
- Lippe (en)
- Turnhout
- Bredevoort (en)
- Groenlo (2e)
- Nieuport
- Ostende

France :
- Arques
- Paris
- Rouen
- Craon
- Blaye
- Fort Crozon
- Le Catelet
- Doullens
- Calais (2e) (en)
- Amiens

Irlande :
- Carrigafoyle
- Smerwick (en)
- Côte ouest irlandaise
- Kinsale
- Castlehaven (en)

L'expédition Drake-Norreys, aussi appelée Contre-Armada (Counter Armada), est conduite en 1589 par les Anglais Francis Drake, amiral, et John Norreys, général, au cours de la guerre anglo-espagnole (1585-1604), à la suite de l'échec en 1588 de l'expédition espagnole de l'« Invincible Armada ».
Cette expédition aboutit à une défaite pour les Anglais, avec de lourdes pertes en vies humaines et en navires.

## Contexte
Les principaux éléments contextuels sont :
- la guerre aux Pays-Bas espagnols, commencée en 1568 ; en 1581 les insurgés néerlandais ont constitué la république des Provinces-Unies sur les sept provinces du nord des Pays-Bas (non reconnue par l'Espagne) ;
- la situation au Portugal, où, en 1580, l'aristocratie portugaise a accepté Philippe II comme roi au détriment de la maison d'Aviz, ce qui a provoqué la guerre de Succession du Portugal (1580-1583) entre Philippe et Antoine de Portugal, prieur de Crato, dernier représentant des Aviz ; celui-ci, ayant tenté de s'emparer des Açores avec l'aide d'une flotte française, a été vaincu lors de la bataille des Açores (26 juillet 1582) ; une seconde tentative a échoué les 26 et 27 juillet de l'année suivante ;
- la guerre anglo-espagnole, commencée en 1585, dont le grand événement a été en 1588 la Grande Armada lancée par Philippe II pour envahir l'Angleterre et renverser la reine Élisabeth, privant ainsi les Provinces-Unies d'un allié essentiel.

Cette expédition, forte de 137 navires au départ de Lisbonne (28 mai), subit un échec alors qu'elle fait étape au large de Gravelines afin d'embarquer 30 000 soldats de l'armée des Pays-Bas espagnols. Attaquée par les Anglais (8 août 1588), elle ne parvient pas à maintenir sa position et est repoussée vers la mer du Nord par les vents et les courants. Le chef de l'expédition, le duc de Medina Sidonia décide alors de renoncer au projet d'invasion et de rentrer en Espagne par l'Atlantique Nord. Au cours du trajet de retour, vingt-cinq navires font naufrage sur les côtes d'Irlande (septembre 1588), ce qui occasionne la mort de 5 000 hommes. Cependant, la plupart des navires perdus sont des navires marchands, alors que le cœur de l'Armada, constitué par les galions de la marine espagnole, rentre à bon port.
Ce n'est pas un désastre, mais tout de même un échec majeur pour l'Espagne, qui se trouve en situation de faiblesse.

## L'expédition de 1589

### Objectifs stratégiques
Le but de l'expédition Drake-Norreys est de profiter de cette faiblesse de l'Espagne pour contraindre Philippe II à la paix. 
L'expédition a trois objectifs : 
- anéantir la flotte espagnole de l'Atlantique ;
- débarquer à Lisbonne, susciter une révolte contre Philippe II et mettre sur le trône Antoine de Portugal ;
- établir une base anglaise permanente aux Açores (accessoirement s'emparer d'un convoi espagnol revenant d'Amérique chargé d'or).

Une fois Antoine rétabli sur le trône portugais, Élisabeth espère pouvoir profiter des possessions portugaises au Brésil et aux Indes orientales, ainsi que des comptoirs en Inde et en Chine, pour ouvrir de nouvelles routes commerciales et offrir de nouveaux débouchés aux produits de l'industrie anglaise naissante. De plus la concurrence de l'Empire portugais aurait pour conséquence de réduire l'hégémonie de l'Espagne en Europe.

### Préparatifs
L'expédition est financée comme une société par actions, avec un capital d'environ 80 000 £. Un tiers de cette somme provient de la cassette personnelle d'Élisabeth, un huitième du trésor des Provinces-Unies. Le solde est constitué par quelques nobles marchands et les corporations[pas clair]. 
Des préoccupations logistiques et le mauvais temps retardent longtemps le départ. Les navires de guerre promis par les Néerlandais n'arrivent pas. Alors que la flotte attend dans les ports anglais, la confusion grandit. Le contingent doit initialement comprendre 1 800 soldats vétérans et 10 000 volontaires, mais ce sont 19 000 hommes qui se présentent à l'embarquement, de sorte qu'un tiers des provisions est consommé avant le départ. 
La flotte manque également d'armes de siège et de cavalerie. On commence à douter[pas clair] du sérieux et de la détermination de ceux qui sont chargés de préparer l'expédition.

### Le départ (15 avril 1589)

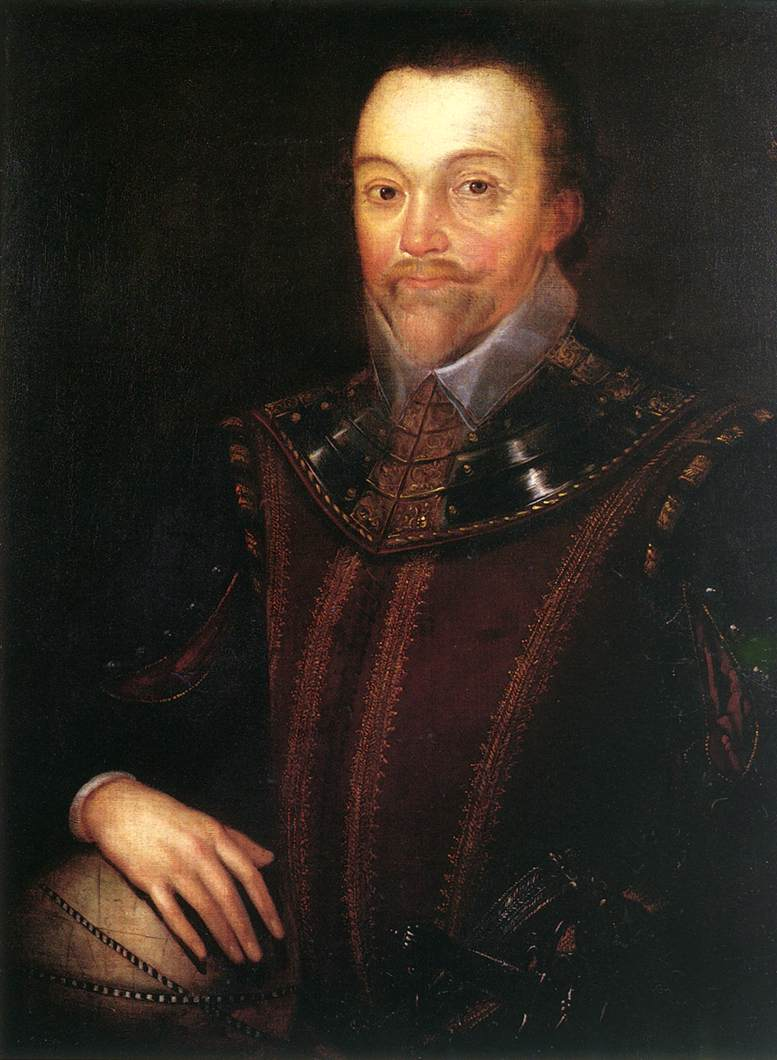
Francis Drake

Lorsque la flotte quitte enfin l'Angleterre  le 15 avril, elle est composée de 6 galions, 60 navires marchands armés pour la circonstance, 60 navires de guerre hollandais et une vingtaine de pinasses. Au total, elle embarque 23 375 hommes, dont 5 000 marins, 1 500 officiers et gentilshommes aventuriers et 950 volontaires hollandais. À peine la flotte partie, que 2 000 hommes ont déjà déserté.
Drake a réparti ses navires en cinq escadres commandées par John Norreys sur le Nonpareil, Edward Norreys (en), frère du premier sur le Foresight, Thomas Fenner sur le Dreadnought, Roger Williams sur le Swiftsure et lui-même à bord du Revenge. Robert Devereux, 2e comte d'Essex et favori de la reine, les accompagne.

### L'attaque de la Corogne
Les retards successifs ont rendu Drake prudent. L'amiral préfère éviter le golfe de Gascogne et contourner Santander, où la plupart des navires espagnols sont en réparation. 
La première attaque se porte alors sur La Corogne en Galice. Le gouverneur ne peut réunir que 1 500 défenseurs, pour la plupart des miliciens. La population aide également. Un navire et deux galères sont positionnés près des forts et tirent sur la flotte anglaise à mesure qu'elle entre dans le port. Le navire sera sabordé tandis que les galères se replient vers l'intérieur. 
Pendant les deux semaines suivantes, le vent souffle vers l'ouest. Tandis que les navires sont tenus à distance des côtes, les soldats s'épuisent sur les fortifications de la ville haute. Deux galères espagnoles parviennent à se glisser au travers la flotte anglaise et alimentent à maintes reprises les défenseurs. 
Au retour du vent favorable, les Anglais abandonnent le siège après avoir perdu dans les combats trois navires et quatre barges de débarquement, quatre capitaines, 3 000 marins et plusieurs centaines de soldats. Les Néerlandais trouvent des excuses pour rentrer ou se faire emmener à La Rochelle, port français aux mains des protestants au cours des guerres de Religion en France. 
Drake se tourne alors vers Ponte do Burgo (es) où Norreys remporte une victoire modeste,. 
Dix navires ainsi que 1 000 hommes désertent après l'attaque de La Corogne.

### L'échec de Lisbonne
Drake se dirige ensuite vers Lisbonne. Le 26 mai, la flotte ancre près de Peniche et débarque les troupes de Norreys. La mer est mauvaise, 14 barges de débarquement coulent et 80 hommes se noient. 
L'armée de Norreys se met en marche vers Lisbonne, après plusieurs escarmouches avec des détachements espagnols envoyés en reconnaissance, forte de 10 000 hommes[pas clair]. Les Anglais comptent sur les partisans portugais de Crato. Mais la marche de l'armée se transforme en cauchemar : il n'y a pas assez de chevaux. L'artillerie et les bagages doivent être transportés sur 75 kilomètres par les soldats. À peine 200 ou 300 Portugais les ont rejoints. Les présumés « libérateurs » sont ceux qui depuis des années attaquent les côtes et les navires portugais. Le comte de Fuentes pratique la politique de la terre brûlée, évacuant tout ce qui pourrait servir aux Anglais. La colonne est constamment harcelée par des détachements hispano-portugais qui causent des centaines de morts et la perte de trois drapeaux.
Pendant ce temps, la flotte remonte le Tage, mais s'arrête à Cascais. 
Quand les Anglais de Norreys, épuisés, arrivent à Lisbonne le 4 juin, ils se rendent compte que la ville est loin d'être sur le point de se rendre. Bien que doutant de la loyauté de certains Portugais, les Espagnols ont réuni 7 à 8 000 hommes. Dans le port, 18 galères, commandées par Alonso de Bazán (frère d'Álvaro de Bazán) et Matias de Alburquerque, bien qu'en sous-effectifs à cause des nécessités du front terrestre, harcèlent la progression anglaise en tirant avec l'artillerie et les mousquets.
La nuit suivante, les galères simulent un débarquement sur les arrières du campement anglais, causant la panique dans celui-ci. Des torches allumées, révélant la position du camp, permettent aux galères d'ajuster leurs tirs. 
Le lendemain, les Anglais tentent une attaque par Alcântara qui est repoussée par les galères. Celles-ci bombardent ensuite le couvent de Santa Catalina où se sont réfugiés un nombre important d'Anglais. Alonso de Bazán débarque 300 soldats pour harceler l'ennemi, mais sa demande de 1 000 hommes de renforts n'ayant pas été acceptée, il ne peut poursuivre. 
Malgré les demandes de Norreys et d'Antoine de Crato, Drake ne bouge pas de son mouillage à Cascais et s'attire la colère de ces derniers, qui le traiteront de lâche. Les galères causent d'énormes dommages au corps de débarquement. 9 autres galères sous le commandement de Martín de Padilla entrent à Lisbonne le 11 juin amenant un renfort de 1 000 soldats. Pendant ce temps, Drake capture 60 navires neutres et 12 petits bateaux portugais, qu'il sera obligé de rendre par la suite.
Le 16, le corps de débarquement fait retraite, harcelé par les troupes de la ville. Un certain nombre de bagages et canons sont saisis ainsi que les documents secrets d'Antoine de Crato où figurent des noms de traîtres portugais.
Martín de Padilla sort également avec ses galères pour harceler l'ennemi. Le 18, la flotte anglaise, forte avec les récentes captures d'environ 200 navires, se retrouve pratiquement immobilisée faute de vent. Deux navires français capturés en profitent pour s'enfuir, rejoignant les Espagnols. Un navire hollandais capturé est repris, les équipages de prise sont capturés.
Padilla se lance alors à l'attaque avec 7 galères contre les navires isolés du bloc central. Les galères évoluent pour attaquer les navires anglais par l'arrière. 4 navires (entre 300 et 500 tonnes), un patache de 60 et une grande barque de 20 rames sont capturés. Des 700 hommes d'équipage, seuls 130 sont encore vivants. Les Espagnols comptent 2 morts et 10 blessés.
À 5 heures de l'après-midi, le vent se lève enfin, et la flotte anglaise quitte ces eaux.
Padilla se dirige vers le détroit, pour protéger Cadix, de crainte que ce ne soit l'objectif suivant de Drake. Ce sont les galères d'Alonso de Bazán qui harcèlent maintenant la flotte anglaise et capturent trois navires.

### La fin de l'expédition
Élisabeth qui ne souhaite pas avoir à soutenir une guerre en terre portugaise, et surtout ne pas avoir à en faire les frais, refuse d'envoyer des renforts ou des armes de siège. Essex reçoit bientôt l'ordre de rentrer à la cour. Il est donc décidé de se concentrer sur le troisième objectif de l'expédition : l'établissement d'une base permanente aux Açores. 
Mais les Anglais ont désormais perdu l'avantage de la surprise et les Espagnols sont maintenant en mesure de se défendre. De plus, les tempêtes et les maladies déciment les équipages. Seulement 2 000 hommes sont encore en état de se battre. 
S'il est bien vite hors de question de tenter quoi que ce soit dans les Açores, l'amiral, obsédé à l'idée de rentrer bredouille, veut encore faire une tentative pour récupérer la mission. Norreys rentre en Angleterre avec les malades et les blessés, avec les 20 navires qu'il lui reste, mais Drake veut tout de même attaquer la flotte du trésor. C'est sans compter avec une autre tempête qui malmène le navire amiral.
Sur le chemin du retour, il pille encore Porto Santo sur l'île de Madère et Vigo en Galice, où Drake et ses troupes restent trois jours, avant d'en être chassés par une contre-attaque espagnole, menée par Luis Sarmiento, qui cause 500 morts et 200 prisonniers aux Anglais, qui seront par la suite exécutés. Une flottille de zabras commandée par Diego de Aramburu, lui prend encore deux navires qui sont emmenés à Santander.

## Conséquences
L'arrivée en Angleterre des débris de la flotte met en évidence l'étendue du désastre. Sur le galion royal Dreadnought, des 350 hommes d'équipage, 150 sont morts durant l'expédition. Les pertes, dues aux combats, aux naufrages ou aux maladies, s'élèvent à environ 13 000 morts. Sans compter les 18 barges de débarquements perdues à La Corogne et Lisbonne, environ 30 navires ont été perdus: trois à La Corogne, six du fait de Padilla, trois de Bazán et deux d'Aramburu. Les tempêtes qui sévissent durant le voyage de retour coûtent une douzaine de navires supplémentaires. Les maladies se propagent à la population, après l'arrivée des navires.
Drake est destitué et chargé de la défense côtière de Plymouth. Tout autre commandement lui sera refusé durant les six années qui suivent.